# Ryszard Gawior
Ryszard Mieczysław Gawior (ur. 18 września 1943 w Kielcach) – polski saneczkarz, olimpijczyk z Grenoble 1968 i Sapporo 1972. Reprezentował: SN PTT Zakopane i Olszę Kraków.
Brązowy medalista z mistrzostw Europy w roku 1967 (w parze z bratem Zbigniewem).
Na igrzyskach olimpijskich w 1968 roku wystartował w konkurencji dwójek (partnerem był: Zbigniew Gawior) zajmując 6. miejsce.
Na igrzyskach olimpijskich w 1972 roku wystartował w konkurencji jedynek zajmując 19. miejsce i w konkurencji dwójek (partnerem był Lucjan Kudzia) zajmując 9. miejsce.